# Flaga Armeńskiej SRR
Flaga Armeńskiej Socjalistycznej Republiki Radzieckiej w opisanej wersji została przyjęta 17 grudnia 1952 r.
Dominującym kolorem flagi była czerwień – barwa flagi ZSRR. Kolor ten od czasów Komuny Paryskiej był symbolem ruchu komunistycznego i robotniczego, jako nawiązanie do przelanej przez robotników krwi.
Flaga w lewym górnym rogu zawierała wizerunek złotego sierpa i młota oraz umieszczoną nad nimi czerwoną pięcioramienna gwiazdę w złotym obramowaniu. Sierp i młot symbolizowały sojusz robotniczo-chłopski, a czerwona gwiazda – przyszłe, spodziewane zwycięstwo komunizmu we wszystkich pięciu częściach świata. Ponadto przez takie umieszczenie symboli flaga nawiązywała graficznie do flagi ZSRR.

Flaga Armenii – przez krótki czas (październik 1990/wrzesień 1991 – grudzień 1991) – oficjalna flaga Armeńskiej SRR

24 października 1990 r. na fali nacjonalizmu i dążeń niepodległościowych, które w konsekwencji w rok później doprowadziły do rozpadu ZSRR i uzyskania niepodległości przez Armenię, władze zdecydowały o odejściu od symbolizującej komunizm i internacjonalizm flagi i wprowadziły nowy sztandar. Ostatecznie z powodu sporów proceduralnych wszedł on do użycia 1 września 1991 r. Był on oparty na fladze niepodległej Demokratycznej Republiki Armenii z lat 1918–1922. Po uzyskaniu niepodległości w 1991 r. flaga ta stała się flagą Armenii.

## Poprzednie wersje flagi Ameńskiej SRR
Pierwsza flaga radzieckiej Armenii z 1922 r. była cała barwy czerwonej, a w jej lewym górnym rogu umieszczony był złoty napis cyrylicą, zawierający skróconą nazwę kraju (CCPA).
Kolejne flagi kraju – flaga przyjęta w 1936 r. oraz flaga obowiązująca w latach 1940–1952 były do siebie podobne – czerwone, z umieszczonymi w lewym górnym rogu złoty sierpem i młotem (bez gwiazdy), a pod nimi – skrótem nazwy kraju zapisany alfabetem ormiańskim. Różnica pomiędzy flagami z 1936 i 1940 r. sprowadzała się do tego, iż w związku z reformami w języku ormiańskimm przeprowadzonym w 1940 r. zmieniono słowa oznaczające republikę i radziecki, stąd w wersji flagi z lat 1936–1940 skrót miał postać hHSh, w latach 1940–1952 – hSSR
Poprzednie flagi Armeńskiej SRR
| 1922 | 1936–1940 | 1940–1952 |